# Ejido Dieciocho de Marzo
Ejido Dieciocho de Marzo är en ort i Mexiko.   Den ligger i kommunen Ahome och delstaten Sinaloa, i den västra delen av landet, 1 200 km nordväst om huvudstaden Mexico City. Ejido Dieciocho de Marzo ligger 13 meter över havet och antalet invånare är 888.
Terrängen runt Ejido Dieciocho de Marzo är mycket platt. Runt Ejido Dieciocho de Marzo är det ganska tätbefolkat, med 83 invånare per kvadratkilometer. Närmaste större samhälle är Los Mochis, 11,4 km sydost om Ejido Dieciocho de Marzo. Trakten runt Ejido Dieciocho de Marzo består till största delen av jordbruksmark.